# Bitka na Gvozdu
Bitka na Gvozdu (hrvaško Bitka na Gvozdu, madžarsko Gvozd-hegységi csata) je bil vojaški spopad med vojskama hrvaškega kralja Petra Snačića in ogrskega kralja Kolomana aprila  ali maja 1097.  Odločilna zmaga Madžarov in smrt Petra Svačića sta končala hrvaško nasledstveno vojno in pomenila prelomnico v hrvaški zgodovini. 

## Bojišče
Tradicionalno hrvaško zgodovinopisje je goro Gvozd, v Gesta Hungarorum opisano kot prizorišče bitke, prepoznalo v današnji Petrovi gori. V drugi polovici 20. stoletja se je pojavila alternativna interpretacija, po kateri se je bitka zgodila na gorskem prelazu Kapela v osrednji Hrvaški. Zmedo so povzročile spremembe imen teh dveh lokacij. Prva je bila do leta 1445 znana kot Slatska Gora in bila leta 1536 preimenovana v Petrovo goro, druga pa se je do leta 1522 imenovala Železna gora (Alpes ferreae), Gvozd (Gozdia) in Petrov Gvozd (Peturgoz), potem pa so jo začeli prebivalci zaradi kapele sv. Nikolaja (prej sv. Mikula) imenovati preprosto Kapela.

## Bitka
Madžarska vojska je v poskusu osvojitve Kraljevine Hrvaške prečkala reko Dravo in vdrla na hrvaško ozemlje ter poskušala priti do jadranske obale. Lokalni gospod Peter Snačić se je zato iz svoje rezidence v Kninu odpravil proti severu branit svoje kraljestvo. 

## Posledice
Podrobnosti bitke niso znane, izid pa je bil za Petrovo vojsko in državo katastrofalen, saj je pomenil uradni konec domorodne vladarske dinastije, ki je vladala na Hrvaškem. Koloman je, domnevno s podpisom Pacta conventa, sklenil personalno unijo med Ogrskim in Hrvaškim kraljestvom in bil leta 1102 v hrvaški prestolnici Biograd na Moru okronan za hrvaškega kralja. Personalna unija med kraljestvoma je trajala do konca prve svetovne vojne leta 1918. 